# 元寿兴
元寿兴（？—？），名昺，后世因避讳李昞将他改名景，字寿兴，以字行，河南郡洛阳县（今河南省洛阳市东）人，追尊魏昭成帝拓跋什翼犍的后裔，侍中、镇西将军、右仆射、城阳宣公拓跋忠之子，北魏宗室、官员。

## 生平
元寿兴小时候聪明好学，在魏宣武帝元恪初年担任徐州刺史，任内贪婪暴虐，失去民心。元寿兴的堂兄侍中元晖深深嫉妒他的能力，向魏宣武帝诬陷元寿兴，魏宣武帝诏令尚书崔亮乘驿站马匹前去核查。崔亮出发时，接受元晖的旨意，鞭打三个寡妇，命令她们自我诬陷，供称元寿兴压迫她们为婢女，到了徐州，审核元寿兴，将他判处死刑。元寿兴担心最终无法免于死刑，就让表弟中兵参军薛修义带领十辆车运输小麦经过囚牢旁边。元寿兴趁机翻墙出来，薛修义用大木盒装上元寿兴，上面盖着小麦，装载着他逃了出来。元寿兴于是前往河东郡，躲藏在薛修义家中。遇到大赦，元寿兴就出来见魏宣武帝，自己陈述被元晖所诬陷，魏宣武帝就不再有所责罚。
当初，元寿兴担任中庶子时，王显也在东宫，他地位低贱，因为公事被元寿兴打了三十杖。等到王显受宠信担任御史中尉，上奏元寿兴在家时常有怨言，诽谤朝廷，他利用魏宣武帝饮酒过度没有察觉时上奏，让魏宣武帝批注同意，直接交给元寿兴赐令自杀。魏宣武帝的字一半不成字形，当时见到的人也知道不是皇帝的本意，但畏惧元晖等人的威势，不敢申诉。等到行刑的日子，王显亲自前往监督。元寿兴提笔自己写墓志铭说：“洛阳男子，姓元名昺，天下有道而无机运，生命不长久。”其余的文字多不收载。元寿兴回头对儿子说：“我的棺材中可以放一百张纸，两支笔，我要在地下控诉王显。如果魏孝文帝的灵魂有知，一百天内必定取王显性命，如果无知觉，那还有什么留恋的。”魏宣武帝去世，王显很快被杀。元寿兴的死，当时舆论以为前任中尉弹劾高某诬陷暗示所造成的。灵太后临朝听政，三公郎中崔鸿上疏为元寿兴伸冤，诏令予以昭雪，赠予元寿兴豫州刺史，谥号庄。

## 家庭

### 兄弟
- 元盛，北魏谒者仆射，城阳公
- 元益生，早逝

### 儿子
- 元最，西魏侍中、尚书左仆射、特进、乐平慎王
- 元恺，北魏鸿胪宗正二卿、青徐复三州刺史